# Coração Razavi
Coração ou Coraçone Razavi (em persa: استان خراسان شمالی‎; romaniz.: Ostān-e Khorāsān-e Razavi) é uma província do Irã sediada em Mexede. Tem 118 851 quilômetros quadrados e segundo censo de 2019, havia 6 768 000 residentes. Se divide em 28 condados.